# Приютівська селищна територіальна громада
Приютівська селищна територіальна громада — територіальна громада в Олександрійському районі Кіровоградської області, центром якої є селище міського типу Приютівка.
До Приютівської територіальної громади увійшли Войнівська, Протопопівська, Костянтинівська, Новоселівська, Андріївська, Косівська, Недогарська, Лікарівська сільські ради та Приютівська селищна рада.
29 квітня 2018 року відбулися перші вибори до Приютівської селищної ради, яка є органом місцевого самоврядування Приютівської територіальної громади.
За результатами перших виборів селищним головою обрано Андрія Коломійцева. На першій сесії ради більшістю голосів депутатів під час таємного голосування обрали секретарем Приютівської селищної ради обрали Вікторію Лисенко.

## Населені пункти
До складу громади входять 25 населених пунктів — 3 селища (Веселе, Приютівка, Новоселівка) і 22 сіл: Войнівка, Протопопівка, Березівка, Діброви, Костянтинівка, Бутівське, Занфірівка, Ягідне, Лікарівка, Запоріжжя, Новоолексіївка, Косівка, Недогарки, Новоулянівка, Вільний Посад, Глибоке, Мар'ївка, Андріївка, Мала Березівка, Рожеве, Степанівка, Сургани.

## Агропромисловий комплекс
Основним виробничим підприємством Приютівської об'єднаної територіальної громади є Олександрійський цукровий завод, основні потужності якого розташовані в смт Приютівка. Також в селищі міського типу господарську діяльність здійснюють ТОВ «Поле грейн», СТОВ «Ритм», ТОВ НВФ «Агросвіт».
У селі Головківка Приютівської ОТГ зареєстровано та здійснює господарську діяльність ТОВ «УкрАгроКом».
У селі Протопопівка найбільшим суб'єктом господарювання є ТОВ «Агродар ЛТД», в Ізмайлівці — СФГ «Ріта», у Войнівці — ТОВ «МТС „Техагропром“».
На території громади діє комунальна підприємство «Водолій», що обслуговує жителів смт Приютівки, та комунальне підприємство «Войнівське», що обслуговує село Войнівку.

## Транспорт і зв'язок
Через Протопопівку та Приютівку проходить автомобільна дорога Т-12-15 Глинськ — Олександрія — Петрове, капітальний ремонт котрої по маршруту з Приютівки до Олександрії та з Олександрії до Головківки було завершено влітку 2018 року.
Населені пункти громади мають автобусне сполучення з містом Олександрія.
У смт Приютівка знаходиться залізнична станція Користівка Знам'янської дирекції Одеської залізниці. Вона активно використовується не тільки місцевими мешканцями, а і жителями міста Олександрія для поїздок в харківському напрямку через те, що станція в м. Олександрія не задовільняє цю потребу. Користівка є не єдиною залізничною станцією, в с. Королівка Ізмайлівського старостинського округу також діє однойменна станція, яка, щоправда, обслуговує лише вантажні та приміські поїзди.

## Освіта

### Дошкільні навчальні заклади
На території Приютівської об'єднаної територіальної громади діють 7 дошкільних навчальних закладів. Зокрема, ДНЗ «Світлячок» у смт Приютівка, Протопопівський ДНЗ «Колобок», Березівський ДНЗ «Світлячок», Ізмайлівський ДНЗ «Колосок», Войнівський ДНЗ «Веселка».

### Школи
В Приютівській об'єднаній територіальній громаді функціонує 7 навчальних закладів: Користівська ЗШ І-ІІІ ст. та Цукрозаводський НВК в селищі Приютівка, Протопопівська ЗШ І-ІІІ ст., Ізмайлівська ЗШ І-ІІІ ст., Головківський НВК, Бутівський НВК в Костянтинівському старостинському окрузі, Войнівська ЗШ І-ІІІ ст.
В школі села Войнівка та Протопопівка діють спеціальні сенсорні кімнати для дітей з особливими освітніми потребами.

### Заклади професійної (професійно-технічної) освіти
В смт Приютівка однойменної територіальної громади функціонує Олександрійський професійний аграрний ліцей.

### Позашкільна освіта
В селі Войнівка Приютівської ОТГ діє Войнівський міжшкільний навчально-виробничий комбінат в якому навчаються за напрямками «водійська справа» та «перукарство» учні старших класів шкіл Олександрійського району.
Також на території села Войнівського старостинського округу діє дитячий будинок «Перлинка», в якому перебуваю діти позбавлені батьківського піклування зі всієї Кіровоградської області.
На базі Цукрозаводського НВК працює Філія Новопразької музичної школи.

## Культура
На території громади функціонують сільські будинки культури в селах Протопопівка, Березівка, Ізмайлівка, Піщаний Брід, Пустельникове, Войнівка, Головківка, Костянтинівка. Крім цього, діють бібліотеки: Протопопівська бібліотека-філія, Березівська бібліотека-філія, Приютівська бібліотека-філія, Войнівська бібліотека-філія, Ізмайлівська бібліотека-філія, Піщанобрідська бібліотека-філія, Костянтинівська бібліотека-філія.
21 вересня 2019 року в селі Войнівка відбувся «Ярмарок крафтових виробів», що проводився в рамках Програми «Малі міста — великі враження» від Міністерства культури, молоді та спорту України.

## Охорона здоров'я
На території Приютівської об'єднаної територіальної громади розташовано 5 амбулаторій та 5 ФАПів, які обслуговують  більше 12 тис. населення.
Амбулаторії розташовані в смт Приютівка та селах Бутівське, Головківка, Войнівка та Протопопівка. Фельшерсько-акушерські пункти діють в селах Костянтинівка, Березівка, Пустельникове, Піщаний Брід, Ізмайлівка.
На початку серпня 2018 року почалось будівництво нової амбулаторії загальної медицини сімейної практики в селі Протопопівка, а в грудні відбулось урочисте відкриття амбулаторії.

## Спорт
На території Приютівської об'єднаної територіальної громади в селі Головківка знаходиться стадіон «Головківський», який є домашньою ареною ФК «Украгроком», що виступає в чемпіонаті Кіровоградської області.
У смт Приютівка діє секція спортивного клубу «Спарта 17».
При навчальних закладах громади діють секції з футболу, волейболу, настільного тенісу.